# 小笠原道生

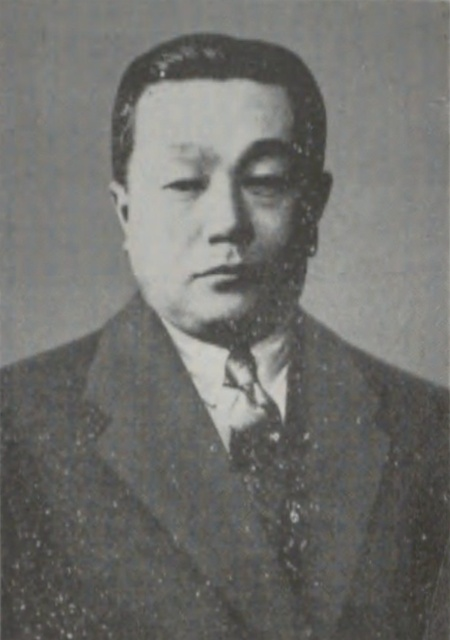
小笠原道生

小笠原 道生（おがさわら みちなり、1899年（明治32年）9月16日 - 1955年（昭和30年）11月27日）は、文部官僚。

## 経歴
和歌山県出身。小笠原誉至夫の長男として生まれた。旧制和歌山中学時代には野球部員として第1回および第2回の全国中等学校優勝野球大会に出場している。
第四高等学校を経て東京帝国大学医学部に進み、1925年（大正14年）卒業。文部省に入り、体育官兼体育研究所技師、大臣官房体育課長を経て、体育局長となる。体育研究所長となり、戦時中に退官した。
戦後は大映監査役、同取締役、文部省厚生振興会会長、横綱審議委員を務めた。

## 著書
- 『スポーツと衛生』三省堂、1930年。